# Grupo Phoebus
El grupo Phoebus (en inglés: Phoebus group) es un equipo internacional de científicos europeos, japoneses y estadounidenses cuyo objetivo es detectar los modos g solares. El 5 de octubre de 2009, el grupo finalmente produjo una reseña que resume el trabajo realizado durante los últimos 12 años.

## Justificación científica
Desde los inicios de la heliosismología global a finales de la década de 1970, la detección de modos g fue la búsqueda del Grial. La detección de los modos g sería clave para la comprensión de la estructura interna y la dinámica del núcleo solar, así como los modos p son clave para la estructura de las zonas radiativa y convectiva. El impacto de la detección del modo g sería tan grande que podríamos esperar que se devolviera una gran cantidad de información. Se verá, analizará y comprenderá la estructura y dinámica del núcleo generador de energía. La estructura hidrostática del núcleo, en particular sus capas más profundas, se descubrirá con un nivel mucho mayor de exactitud y precisión; mientras que será posible inferir las características rotacionales del núcleo, características que actualmente no podemos descubrir, con un nivel satisfactorio de precisión, con los datos actuales en modo p.
Esta búsqueda fue un impulsor importante en el diseño de instrumentación muy precisa y silenciosa alojada en naves espaciales como el Observatorio Solar y Heliosférico (SOHO). A bordo del SOHO, hay tres instrumentos dedicados a la heliosismología, todos destinados a detectar modos g. Unos años después de la Tras el lanzamiento del SoHO a finales de 1995, se comprendió que los modos g no se detectarían fácilmente.

## Secuencia de eventos
En 1997, se formó un consorcio de heliosismólogos con el simple objetivo de detectar modos g. Los heliosismólogos pertenecientes a los consorcios SOHO y a las redes terrestres se estaban uniendo para lograr ese objetivo. Este consorcio de heliosismólogos recibió el nombre de grupo Phoebus en honor a Gaston Phoebus, conde de Foix, que escribió un libro sobre la caza, con la esperanza de "captar" algunos modos g. El trabajo se centró en el análisis de datos de instrumentos SOHO (VIRGO, MDI) y redes terrestres (BiSON, Global Oscillations Network Group); sobre probabilidad y estadística; y sobre la predicción de modelos teóricos de amplitudes y frecuencias del modo g.
El grupo se reunió en el Centro Europeo de Investigación y Tecnología Espacial (ESTEC), en Noordwijk (Países Bajos) durante una serie de cinco talleres que se llevaron a cabo del 3 al 7 de noviembre de 1997 (primero), del 26 al 30 de octubre de 1998 (segundo), del 25 al 29 de octubre de 1999 (tercero). del 7 al 11 de junio de 2001 (4º), del 17 al 21 de junio de 2002 (5º). Tras el traslado de Thierry Appourchaux al Institut d'Astrophysique Spatiale, el taller se organizó en el ISSI bajo los auspicios de Vittorio Manno y Roger-Maurice Bonnet. Luego, el grupo se reunió en Berna del 31 de octubre al 4 de noviembre de 2005 (6º), del 27 al 31 de marzo de 2006 (7º) (en Fréjus) y del 23 al 24 de abril de 2007 (8º).